# SilverStripe
SilverStripe – system zarządzania treścią (CMS), umożliwiający użytkownikowi łatwe publikowanie, zarządzanie i organizowanie zawartości strony. Wyposażony jest w moduły, które oferują między innymi system blogów, fora, biuletyny, galerie grafik/zdjęć, możliwość wysyłania i pobierania plików. Wszystko to jest zarządzane w funkcjonalnym module administracyjnym intensywnie wykorzystującym technologię AJAX.

## Content Management Framework
SilverStripe zawiera także dobrze zaprojektowany obiektowy framework typu CMF Sapphire, który ułatwia programistom tworzenie aplikacji webowych zintegrowanych z CMS'em.
Możliwości Sapphire:
- architektura oparta na wzorcu MVC oraz COC
- pełna integracja z CMS'em
- system szablonów
- wsparcie dla modułów i widgetów
- system ORM
- wsparcie dla web service'ów opartych na SOAP i REST
- zestawy gotowych formularzy

## Nagrody i wyróżnienia
Od czasu swego debiutu w 2007 roku SilverStripe zdołał zdobyć następujące nagrody i wyróżnienia:
- Zwycięzca Packtpub Nagroda za najbardziej obiecującego CMS-a roku 2008[1]
- Zwycięzca w Nowozelandzkich Open Source Awards 2008[2]
- Najbardziej obiecujący finaliści] w Packtpub w kategorii CMS roku 2007[3]
- Finalista w Nowozelandzkich Open Source Awards 2007[4]

Projekt SilverStripe nieustannie od roku 2007 bierze udział w Google Summer of Code.